# LW1 (Paralympics)
LW1 ist eine Startklasse für Sportler im paralympischen Wintersport Ski Alpin. Die Zugehörigkeit von Sportlern zur Startklasse ist wie folgt skizziert:
Skisportler der Klasse LW1 haben Behinderungen beider unteren Extremitäten. Eines der folgenden Minimumkriterien muss erfüllt sein:
- Verlust beider unterer Extremitäten auf Höhe der Kniegelenke bzw. darüber - oder
- signifikanter Kraftverlust in beiden unteren Extremitäten.

Es gilt:
- der Athlet / die Athletin benutzt Prothesen und zwei Ski und zwei Stöcke.

Die Klasseneinteilung kennzeichnet den wettbewerbsrelevanten Grad der funktionellen Behinderung eines Sportlers. Sportler in den Klassen LW1-LW9 starten stehend. Sportler in den Klassen LW1-LW4 (Beinbehinderung) können sich in die Sitzklasse LW12 umklassieren lassen.